# SVT Falun
SVT Falun är Sveriges Televisions regionala verksamhet från Falun. Tidigare hade orten en varierande programproduktion, men efter omfördelning av resurser produceras i huvudsak lokala nyheter i Falun.
SVT Falun producerar även Nyhetstecken och andra SVT-program för döva. Dessa producerades tidigare av Dövas TV i Västanvik som SVT tog över år 2000. År 2009 flyttade programmen för döva från Västanvik till Falun.

## Historik
Sveriges Radios distriktsverksamhet i Falun etablerades 1964 under Lars Ramstens ledning. Falun var huvudort för det så kallade Gävle-Dala-distriktet som omfattade Kopparbergs län och Gästrikland. Tidigare ingick även radio i distriktet verksamhet, men denna knoppades av när lokalradion etablerades.
SVT Falun saknade länge ett eget nyhetsprogram utan levererade inslag till Mittnytt som sändes från SVT Sundsvall. I januari 1994 startade det egna nyhetsprogrammet Gävledala.
Bland Falun-TV:s produktion för rikssändning fanns intressemagasin som Trafikmagasinet och Packat och klart. Falun producerade även caféprogram som Kafé Lugnet och Café Falun.
Falun drabbades av SVT:s nedskärningar år 2005 men fick ha kvar viss produktion utöver nyheter. Senare besparingar innebar dock att allmän-TV-produktionen i Falun avvecklades under 2008 och 2009.

## Distriktschefer
- Lars Ramsten (1964-1974)
- Olle Lindgren (1975[7]-1977)
- Siewert Öholm (1977[8]-1980)
- Lars-Åke Engblom (1981[9]-1983)
- Åke Svanberg (1983-1985)
- Jan-Åke Åkesson (1985-1991)
- Bodil Vesterlund (1992[10]-1994)
- Ulla Zetterberg (1994[11]-1999)
- Veronica Hedman (2000[12]-2002[13]